# Campeonato Brasileiro de Futebol de 1997 - Série C
A Série C do Campeonato Brasileiro de Futebol de 1997 foi a oitava edição da competição equivalente à terceira divisão do futebol do Brasil, disputada por 64 times divididos em 16 grupos na primeira fase, classificando as equipes gradativamente até um quadrangular final, no qual os dois mais bem colocados ganharam acesso à Série B de 1998.
A competição foi vencida pelo Sampaio Corrêa, de forma invicta, marcando a primeira vez que um clube nordestino venceu a Série C e também a segunda vez na história da terceira divisão em que uma equipe sagrou-se campeã sem ser derrotada. Além do clube maranhense, o vice-campeão Juventus-SP também garantiu uma vaga na Série B de 1998.
Esta edição registrou o maior público da história da Série C: na última partida do quadrangular final, que valia o título e o acesso para o Sampaio Corrêa diante da Francana, 65.616 pessoas compareceram ao Castelão e viram a Bolívia Querida sagrar-se campeã ao vencer por 3–1. Antes mesmo do título, a boa campanha do clube maranhense já se mostrava um sucesso, inclusive com relatos de camisas do time esgotadas nas lojas de São Luís.

## Regulamento
A Série C do Campeonato Brasileiro de 1997 foi disputada por 64 clubes, em cinco fases. Na primeira fase, as equipes foram divididas em 16 grupos de quatro clubes, jogando entre si em turno e returno dentro de cada grupo, classificando-se os dois melhores de cada chave para a fase seguinte. A partir de então, os 32 classificados se enfretaram em duelos eliminatórios ("mata-mata") até restarem somente quatro equipes, que formaram uma quadrangular na fase final. Esses times se enfrentaram dentro do grupo, em turno e returno, para definir o campeão e os promovidos para a Série B: os dois mais bem colocados desta chave conquistaram o acesso. Não houve rebaixamento na Série C, uma vez que os clubes se classificam para a competição através dos campeonatos estaduais.
Critérios de desempate
Em caso de empate de pontos entre dois ou mais clubes, o critério de desempate foi o seguinte:
1. Número de vitórias
2. Saldo de gols
3. Gols pró
4. Confronto direto

## Primeira fase
A primeira fase foi disputada entre os dias 30 de agosto e 21 de setembro.
| Legenda | Legenda                           |
| ------- | --------------------------------- |
|         | Classificação para a próxima fase |

### Grupo 1
| Pos | Equipes          | Pts | J | V | E | D | GP | GC | SG |
| --- | ---------------- | --- | - | - | - | - | -- | -- | -- |
| 1   | São Raimundo-AM  | 13  | 6 | 4 | 1 | 1 | 10 | 6  | +4 |
| 2   | Ji-Paraná        | 10  | 6 | 3 | 1 | 2 | 8  | 5  | +3 |
| 3   | Atlético Roraima | 7   | 6 | 2 | 1 | 3 | 7  | 8  | –1 |
| 4   | Baré             | 4   | 6 | 1 | 1 | 4 | 5  | 11 | –6 |

|                  | ARR | BAR | JPR | SRA |
| ---------------- | --- | --- | --- | --- |
| Atlético Roraima | —   | 1–0 | 0–0 | 3–1 |
| Baré             | 1–0 | —   | 2–4 | 1–1 |
| Ji-Paraná        | 3–1 | 3–1 | —   | 0–1 |
| São Raimundo-AM  | 3–2 | 2–0 | 2–0 | —   |

### Grupo 2
| Pos | Equipes        | Pts | J | V | E | D | GP | GC | SG |
| --- | -------------- | --- | - | - | - | - | -- | -- | -- |
| 1   | Sampaio Corrêa | 16  | 6 | 5 | 1 | 0 | 12 | 3  | +9 |
| 2   | Santa Rosa     | 10  | 6 | 3 | 1 | 2 | 11 | 10 | +1 |
| 3   | 4 de Julho     | 7   | 6 | 2 | 1 | 3 | 11 | 12 | –1 |
| 4   | River-PI       | 1   | 6 | 0 | 1 | 5 | 7  | 16 | –9 |

|                | 4JU | RIV | SAM | SRO |
| -------------- | --- | --- | --- | --- |
| 4 de Julho     | —   | 2–1 | 0–1 | 3–1 |
| River-PI       | 3–3 | —   | 1–2 | 2–5 |
| Sampaio Corrêa | 4–2 | 1–0 | —   | 4–0 |
| Santa Rosa     | 2–1 | 3–0 | 0–0 | —   |

### Grupo 3
| Pos | Equipes             | Pts | J | V | E | D | GP | GC | SG |
| --- | ------------------- | --- | - | - | - | - | -- | -- | -- |
| 1   | Quixadá             | 12  | 6 | 3 | 3 | 0 | 8  | 3  | +5 |
| 2   | Ferroviário         | 11  | 6 | 3 | 2 | 1 | 8  | 3  | +5 |
| 3   | Picos               | 5   | 6 | 1 | 2 | 3 | 3  | 7  | –4 |
| 4   | Potiguar de Mossoró | 4   | 6 | 1 | 1 | 4 | 6  | 12 | –6 |

|                     | FAC | PIC | POT | QUI |
| ------------------- | --- | --- | --- | --- |
| Ferroviário         | —   | 3–0 | 2–1 | 1–1 |
| Picos               | 1–0 | —   | 0–0 | 0–0 |
| Potiguar de Mossoró | 0–2 | 3–2 | —   | 1–4 |
| Quixadá             | 0–0 | 1–0 | 2–1 | —   |

### Grupo 4
| Pos | Equipes             | Pts | J | V | E | D | GP | GC | SG |
| --- | ------------------- | --- | - | - | - | - | -- | -- | -- |
| 1   | CSA                 | 11  | 6 | 3 | 2 | 1 | 9  | 4  | +5 |
| 2   | Porto-PE            | 8   | 6 | 1 | 5 | 0 | 8  | 6  | +2 |
| 3   | Vitória das Tabocas | 6   | 6 | 1 | 3 | 2 | 5  | 8  | –3 |
| 4   | Fortaleza           | 5   | 6 | 1 | 2 | 3 | 4  | 8  | –4 |

|            | CSA | FOR | PTO | VPE |
| ---------- | --- | --- | --- | --- |
| CSA        | —   | 2–0 | 1–1 | 3–0 |
| Fortaleza  | 1–2 | —   | 1–1 | 1–1 |
| Porto-PE   | 1–1 | 2–0 | —   | 1–1 |
| Vitória-PE | 1–0 | 0–1 | 2–2 | —   |

### Grupo 5
| Pos | Equipes               | Pts | J | V | E | D | GP | GC | SG |
| --- | --------------------- | --- | - | - | - | - | -- | -- | -- |
| 1   | ASA                   | 16  | 6 | 5 | 1 | 0 | 10 | 1  | +9 |
| 2   | Juazeiro              | 6   | 6 | 2 | 0 | 4 | 7  | 7  | 0  |
| 3   | Limoeirense           | 6   | 6 | 1 | 3 | 2 | 2  | 5  | –3 |
| 4   | Flamengo de Arcoverde | 5   | 6 | 1 | 2 | 3 | 5  | 11 | –6 |

|             | ASA | FAR | JUA | LMS |
| ----------- | --- | --- | --- | --- |
| ASA         | —   | 3–1 | 1–0 | 3–0 |
| Flamengo-PE | 0–1 | —   | 2–1 | 1–1 |
| Juazeiro    | 0–2 | 5–1 | —   | 1–0 |
| Limoeirense | 0–0 | 0–0 | 1–0 | —   |

### Grupo 6
| Pos | Equipes   | Pts | J | V | E | D | GP | GC | SG |
| --- | --------- | --- | - | - | - | - | -- | -- | -- |
| 1   | Confiança | 12  | 6 | 3 | 3 | 0 | 11 | 6  | +5 |
| 2   | Itabaiana | 10  | 6 | 3 | 1 | 2 | 12 | 9  | +3 |
| 3   | Catuense  | 7   | 6 | 1 | 4 | 1 | 8  | 8  | 0  |
| 4   | Galícia   | 2   | 6 | 0 | 2 | 4 | 7  | 15 | –8 |

|           | CAT | CON | GAL | ITA |
| --------- | --- | --- | --- | --- |
| Catuense  | —   | 0–0 | 2–1 | 1–2 |
| Confiança | 2–2 | —   | 1–1 | 3–1 |
| Galícia   | 2–2 | 1–3 | —   | 2–3 |
| Itabaiana | 1–1 | 1–2 | 4–0 | —   |

### Grupo 7
| Pos | Equipes            | Pts | J | V | E | D | GP | GC | SG |
| --- | ------------------ | --- | - | - | - | - | -- | -- | -- |
| 1   | Goiânia            | 11  | 6 | 3 | 2 | 1 | 8  | 5  | +3 |
| 2   | Operário-MS        | 9   | 6 | 3 | 0 | 3 | 4  | 6  | –2 |
| 3   | EC Operário        | 8   | 6 | 2 | 2 | 2 | 9  | 5  | +4 |
| 4   | União Rondonópolis | 5   | 6 | 1 | 2 | 3 | 3  | 8  | –5 |

|                    | GNA | ECO | OMS | UNR |
| ------------------ | --- | --- | --- | --- |
| Goiânia            | —   | 2–2 | 2–1 | 1–0 |
| EC Operário        | 0–1 | —   | 2–0 | 4–0 |
| Operário-MS        | 2–1 | 1–0 | —   | 1–0 |
| União Rondonópolis | 1–1 | 1–1 | 1–0 | —   |

### Grupo 8
| Pos | Equipes        | Pts | J | V | E | D | GP | GC | SG |
| --- | -------------- | --- | - | - | - | - | -- | -- | -- |
| 1   | Palmas         | 9   | 6 | 3 | 0 | 3 | 5  | 6  | –1 |
| 2   | Brasília       | 9   | 6 | 2 | 3 | 1 | 11 | 6  | +5 |
| 3   | Tocantinópolis | 8   | 6 | 2 | 2 | 2 | 5  | 6  | –1 |
| 4   | Ceilandense    | 7   | 6 | 2 | 1 | 3 | 5  | 8  | –3 |

|                | BSA | CLN | PMS | TEC |
| -------------- | --- | --- | --- | --- |
| Brasília       | —   | 4–1 | 4–0 | 0–0 |
| Ceilandense    | 1–1 | —   | 0–1 | 2–1 |
| Palmas         | 2–0 | 0–1 | —   | 0–1 |
| Tocantinópolis | 2–2 | 1–0 | 0–2 | —   |

### Grupo 9
| Pos | Equipes       | Pts | J | V | E | D | GP | GC | SG |
| --- | ------------- | --- | - | - | - | - | -- | -- | -- |
| 1   | Tupi          | 11  | 6 | 3 | 2 | 1 | 7  | 4  | +3 |
| 2   | Rio Branco-ES | 10  | 6 | 3 | 1 | 2 | 6  | 5  | +1 |
| 3   | America       | 7   | 6 | 2 | 1 | 3 | 4  | 6  | –2 |
| 4   | Campo Grande  | 4   | 6 | 0 | 4 | 2 | 1  | 3  | –2 |

|                 | AME | CGR | RBC | TUP |
| --------------- | --- | --- | --- | --- |
| America         | —   | 1–0 | 0–1 | 0–1 |
| Campo Grande-RJ | 0–0 | —   | 0–1 | 0–0 |
| Rio Branco-ES   | 3–1 | 0–0 | —   | 0–2 |
| Tupi            | 1–2 | 1–1 | 2–1 | —   |

### Grupo 10
| Pos | Equipes             | Pts | J | V | E | D | GP | GC | SG |
| --- | ------------------- | --- | - | - | - | - | -- | -- | -- |
| 1   | Juventus-SP         | 14  | 6 | 4 | 2 | 0 | 12 | 6  | +6 |
| 2   | Atlético Sorocaba   | 13  | 6 | 4 | 1 | 1 | 10 | 6  | +4 |
| 3   | Portuguesa Santista | 6   | 6 | 2 | 0 | 4 | 8  | 12 | –4 |
| 4   | Rio Branco-SP       | 1   | 6 | 0 | 1 | 5 | 3  | 9  | –6 |

|                     | ASO | JSP | PSA | RSP |
| ------------------- | --- | --- | --- | --- |
| Atlético Sorocaba   | —   | 0–1 | 4–2 | 1–0 |
| Juventus-SP         | 2–2 | —   | 4–2 | 1–1 |
| Portuguesa Santista | 0–1 | 1–2 | —   | 2–1 |
| Rio Branco-SP       | 1–2 | 0–2 | 0–1 | —   |

### Grupo 11
| Pos | Equipes       | Pts | J | V | E | D | GP | GC | SG  |
| --- | ------------- | --- | - | - | - | - | -- | -- | --- |
| 1   | Uberlândia    | 16  | 6 | 5 | 1 | 0 | 16 | 2  | +14 |
| 2   | Montes Claros | 10  | 6 | 3 | 1 | 2 | 5  | 7  | –2  |
| 3   | Anápolis      | 5   | 6 | 1 | 2 | 3 | 6  | 9  | –3  |
| 4   | Itumbiara     | 2   | 6 | 0 | 2 | 4 | 2  | 11 | –9  |

|               | APS | IBR | MCL | UEC |
| ------------- | --- | --- | --- | --- |
| Anápolis      | —   | 4–1 | 0–2 | 2–2 |
| Itumbiara     | 0–0 | —   | 0–1 | 0–1 |
| Montes Claros | 1–0 | 1–1 | —   | 0–2 |
| Uberlândia    | 3–0 | 4–0 | 4–0 | —   |

### Grupo 12
| Pos | Equipes          | Pts | J | V | E | D | GP | GC | SG |
| --- | ---------------- | --- | - | - | - | - | -- | -- | -- |
| 1   | Inter de Limeira | 12  | 6 | 4 | 0 | 2 | 11 | 10 | +1 |
| 2   | Social           | 10  | 6 | 3 | 1 | 2 | 10 | 6  | +4 |
| 3   | São José-SP      | 10  | 6 | 3 | 1 | 2 | 11 | 8  | +3 |
| 4   | Villa Nova       | 3   | 6 | 1 | 0 | 5 | 5  | 13 | –8 |

|                  | ITL | SJE | SOC | VNO |
| ---------------- | --- | --- | --- | --- |
| Inter de Limeira | —   | 2–1 | 2–1 | 2–0 |
| São José-SP      | 4–1 | —   | 2–2 | 2–1 |
| Social           | 2–1 | 1–0 | —   | 4–0 |
| Villa Nova       | 2–3 | 1–2 | 1–0 | —   |

### Grupo 13
| Pos | Equipes           | Pts | J | V | E | D | GP | GC | SG |
| --- | ----------------- | --- | - | - | - | - | -- | -- | -- |
| 1   | Francana          | 12  | 6 | 4 | 0 | 2 | 7  | 5  | +2 |
| 2   | União Bandeirante | 9   | 6 | 3 | 0 | 3 | 7  | 8  | –1 |
| 3   | América-SP        | 8   | 6 | 2 | 2 | 2 | 4  | 4  | 0  |
| 4   | Maringá           | 5   | 6 | 1 | 2 | 3 | 3  | 4  | –1 |

|                | ARP | FRA | MGA | UBN |
| -------------- | --- | --- | --- | --- |
| América-SP     | —   | 3–0 | 0–0 | 0–3 |
| Francana       | 1–0 | —   | 1–0 | 3–0 |
| Maringá        | 0–0 | 0–1 | —   | 1–2 |
| U. Bandeirante | 0–1 | 2–1 | 0–2 | —   |

### Grupo 14
| Pos | Equipes              | Pts | J | V | E | D | GP | GC | SG |
| --- | -------------------- | --- | - | - | - | - | -- | -- | -- |
| 1   | Ponta Grossa         | 12  | 6 | 4 | 0 | 2 | 5  | 3  | +2 |
| 2   | Inter de Santa Maria | 10  | 6 | 3 | 1 | 2 | 6  | 5  | +1 |
| 3   | Chapecoense          | 7   | 6 | 2 | 1 | 3 | 3  | 4  | –1 |
| 4   | 15 de Novembro       | 5   | 6 | 1 | 2 | 3 | 4  | 6  | –2 |

|                      | 15N | CHA | ISM | PGR |
| -------------------- | --- | --- | --- | --- |
| 15 de Novembro       | —   | 0–0 | 1–1 | 1–0 |
| Chapecoense          | 1–0 | —   | 2–1 | 0–1 |
| Inter de Santa Maria | 2–1 | 1–0 | —   | 1–0 |
| Ponta Grossa         | 2–1 | 1–0 | 1–0 | —   |

### Grupo 15
| Pos | Equipes  | Pts | J | V | E | D | GP | GC | SG |
| --- | -------- | --- | - | - | - | - | -- | -- | -- |
| 1   | Caxias   | 12  | 6 | 3 | 3 | 0 | 10 | 5  | +5 |
| 2   | Avaí     | 7   | 6 | 2 | 1 | 3 | 7  | 7  | 0  |
| 3   | Paulista | 7   | 6 | 2 | 1 | 3 | 10 | 11 | –1 |
| 4   | Blumenau | 7   | 6 | 2 | 1 | 3 | 4  | 8  | –4 |

|          | AVA | BLU | CAX | PTA |
| -------- | --- | --- | --- | --- |
| Avaí     | —   | 2–0 | 0–1 | 3–4 |
| Blumenau | 1–0 | —   | 1–1 | 2–0 |
| Caxias   | 1–1 | 2–0 | —   | 3–1 |
| Paulista | 0–1 | 3–0 | 2–2 | —   |

### Grupo 16
| Pos | Equipes           | Pts | J | V | E | D | GP | GC | SG |
| --- | ----------------- | --- | - | - | - | - | -- | -- | -- |
| 1   | Figueirense       | 13  | 6 | 4 | 1 | 1 | 14 | 11 | +3 |
| 2   | São José-RS       | 10  | 6 | 3 | 1 | 2 | 11 | 9  | +2 |
| 3   | Brasil de Pelotas | 7   | 6 | 2 | 1 | 3 | 5  | 7  | –2 |
| 4   | Tubarão FC        | 4   | 6 | 1 | 1 | 4 | 10 | 13 | –3 |

|                   | BPE | FIG | SJO | TFC |
| ----------------- | --- | --- | --- | --- |
| Brasil de Pelotas | —   | 1–1 | 2–0 | 1–0 |
| Figueirense       | 1–0 | —   | 3–1 | 3–2 |
| São José-RS       | 1–0 | 5–2 | —   | 1–1 |
| Tubarão FC        | 4–1 | 2–4 | 1–3 | —   |

## Segunda fase
A segunda fase foi disputada nos dias 28 de setembro e 5 de outubro.
Em itálico, as equipes que possuem o mando de campo no primeiro jogo do confronto e em negrito as equipes classificadas.
| Equipe 1             | Total | Equipe 2          | 1.º jogo | 2.º jogo |
| -------------------- | ----- | ----------------- | -------- | -------- |
| São Raimundo-AM      | 0–2   | Santa Rosa        | 0–0      | 0–2      |
| Sampaio Corrêa       | 2–1   | Quixadá           | 1–1      | 1–0      |
| Ferroviário          | 3–1   | Porto-PE          | 2–1      | 1–0      |
| CSA                  | 2–1   | Juazeiro          | 2–1      | 0–0      |
| Itabaiana            | 4–1   | ASA               | 2–1      | 2–0      |
| Ji-Paraná            | 1–0   | Operário-MS       | 1–0      | 0–0      |
| Rio Branco-ES        | 0–3   | Confiança         | 0–0      | 0–3      |
| Tocantinópolis       | 1–4   | Goiânia           | 0–1      | 1–3      |
| Inter de Limeira     | 3–5   | Uberlândia        | 2–3      | 1–2      |
| Tupi                 | 4–1   | Brasília          | 2–1      | 2–0      |
| Atlético Sorocaba    | 1–2   | Montes Claros     | 1–1      | 0–1      |
| Social               | 1–5   | Juventus-SP       | 1–2      | 0–3      |
| Francana             | 6–2   | Ponta Grossa      | 3–0      | 3–2      |
| São José-RS          | 1–5   | Avaí              | 0–1      | 1–4      |
| Figueirense          | 0–3   | Caxias            | 0–1      | 0–2      |
| Inter de Santa Maria | 1–2   | União Bandeirante | 0–0      | 1–2      |

## Terceira fase
A terceira fase foi disputada nos dias 12 e 19 de outubro.
Em itálico, as equipes que possuem o mando de campo no primeiro jogo do confronto e em negrito as equipes classificadas.
| Equipe 1          | Total       | Equipe 2       | 1.º jogo | 2.º jogo |
| ----------------- | ----------- | -------------- | -------- | -------- |
| Santa Rosa        | 2–3         | Sampaio Corrêa | 0–0      | 2–3      |
| Confiança         | 4–4 (1–3 p) | Ferroviário    | 3–2      | 1–2      |
| CSA               | 5–4         | Itabaiana      | 3–3      | 2–1      |
| Goiânia           | 0–1         | Ji-Paraná      | 0–0      | 0–1      |
| União Bandeirante | 2–2 (4–5 p) | Uberlândia     | 1–1      | 1–1      |
| Tupi              | 8–5         | Avaí           | 8–1      | 0–4      |
| Juventus-SP       | 3–0         | Caxias         | 1–0      | 2–0      |
| Montes Claros     | 2–2 (2–3 p) | Francana       | 1–1      | 1–1      |

## Quarta fase
A quarta fase foi disputada nos dias 26 de outubro e 2 de novembro.
Em itálico, as equipes que possuem o mando de campo no primeiro jogo do confronto e em negrito as equipes classificadas.
| Equipe 1    | Total | Equipe 2       | 1.º jogo | 2.º jogo |
| ----------- | ----- | -------------- | -------- | -------- |
| Ferroviário | 0–5   | Sampaio Corrêa | 0–1      | 0–4      |
| Tupi        | 2–1   | CSA            | 1–0      | 1–1      |
| Ji-Paraná   | 2–7   | Juventus-SP    | 0–3      | 2–4      |
| Francana    | 4–3   | Uberlândia     | 2–1      | 2–2      |

## Fase final
O quadrangular final foi disputado entre os dias 9 e 30 de novembro.
| Legenda | Legenda                                    |
| ------- | ------------------------------------------ |
|         | Campeão e promovido para a Série B de 1998 |
|         | Promovido para a Série B de 1998           |

| Pos | Equipes        | Pts | J | V | E | D | GP | GC | SG |
| --- | -------------- | --- | - | - | - | - | -- | -- | -- |
| 1   | Sampaio Corrêa | 12  | 6 | 3 | 3 | 0 | 11 | 5  | +6 |
| 2   | Juventus-SP    | 8   | 6 | 2 | 2 | 2 | 9  | 8  | +1 |
| 3   | Francana       | 7   | 6 | 2 | 1 | 3 | 6  | 8  | –2 |
| 4   | Tupi           | 6   | 6 | 2 | 0 | 4 | 5  | 10 | –5 |

|                | FRA | JSP | SAM | TUP |
| -------------- | --- | --- | --- | --- |
| Francana       | —   | 1–0 | 1–1 | 1–2 |
| Juventus-SP    | 2–1 | —   | 2–2 | 3–1 |
| Sampaio Corrêa | 3–1 | 1–1 | —   | 3–0 |
| Tupi           | 0–1 | 2–1 | 0–1 | —   |

## Premiação
| Campeonato Brasileiro 1997 Série C               |
| Maranhão                                         |
| ------------------------------------------------ |
| Sampaio Corrêa Futebol Clube Campeão (1º título) |